# 中島良樹
中島良樹（日语：／ Nakajima Yoshiki，1993年6月26日—）是日本的男性聲優。81 Produce所属。神奈川縣横浜市出身。

## 經歷
从代代木动画学院的声优科毕业后，便加入81Actor's Studio培训学校。 经过一段时间的培训，于2012年4月成为81 Produce的成员。

## 人物
- 在大学期间，曾经与吉田尚記和田中理惠一起在《YAG动漫实验室》节目中担任广播员。
- 与前辈松岡禎丞的关系非常好。
- 喜欢少年漫画，尤其是在週刊少年JUMP和週刊少年Sunday连载中的漫画作品。
- 兴趣和特技是设计和音效制作。

## 演出作品
| 主要出演作品一节正在翻译。 - 如果您对这一节有兴趣，欢迎您继续翻译与修订。 - 原文请参考：中島良樹：主な出演作品（日语）（页面存档备份，存于） |

※粗體字為主要角色

### 電視動畫
2012年
- 激戰！彈珠人（高志、黒服）
- SKET DANCE（扬基、男子生徒、使用人、男子）
- 塔麻可吉！ Yume Kira Dream（船長）
- 超速變形螺旋傑特（稲葉拓海、鈴木、仁村）
- 最強學生會長（オーケストラ部員）
- 戰鬥陀螺 鋼鐵奇兵 ZERO G（ブレーダー、取り巻きE、少年A）
- 軍火女王 PERFECT ORDER（SR班隊員）

2013年
- KILL la KILL（生徒C、風紀委員B）
- 銀狐（神尾清悟）
- THE UNLIMITED 兵部京介（警備員）
- 特例措施團體斯特拉女子學院高等科C3部（車内公告、顾客A、游戏機）
- （妄想獣ナオト、プレイヤー、社員）
- 团地友夫（アリ使い、おにいさん、白衣の男、蘇我入鹿、悪の男の部下C）
- 決鬥大師 Victory V3（アレキサンドライト、不防タツキ、ヨルムンガルド）
- 東京闇鴉（男子C）
- 爆漫王。3（男子）
- Beast Saga（街の男A、コアレム兵、ビックセロウの子分B、アゴール、ピラゾンA）
- 精灵寶可梦超級願望 Season 2（観客）

2014年
- 怪盜Joker（警備員、忍者C、手下B、監視員2）
- PSYCHO-PASS 2（人質、オペレーター、若者、管制官）
- 東京残响（刑事、アナウンサー）
- 超级索尼子（商店街の店主C、若い衆）
- DRAGON COLLECTION（コップ、リバイブ・ロジャー、ヘッドバッシャー、ダンテ、フラジェルス 他）
- HAMATORA ─超能偵探社─（長谷川）
- PriPara（管理人、アナウンサー、SP、カメラマン）
- 飆速宅男（観客）

2015年
- 見習神仙精靈（佐藤）
- 境界之輪迴（セールスマン、男子D）
- Classroom☆Crisis（ユウジ部下C）
- 不起眼女主角培育法（男性）
- 偵探小隊KZ事件簿（立花裕樹）
- 精灵寶可梦XY 特別編 最強メガシンカ 〜Act III〜（オペレーターB）

2016年
- 亞人（チンピラ、報道陣、アナウンサー、観測手、亜人 他）
- 最終騎士（親衛隊長、ベオペトル、ジョゼフ）
- 為美好的世界獻上祝福！（クエストメッセージA、町人C、冒険者、アクシズ教徒、石けんの男 他）
- 魔法護士小麥R（司会者、司会A）
- 未來卡片 戰鬥夥伴DDD（アメンクラー十七世）
- 魔奇少年 辛巴德的冒险（兵士B）

2017年
- 戰刻夜想曲（山県昌景）
- THE IDOLM@STER SideM（山下次郎）
- DYNAMIC CHORD（青井有紀）

2018年
- 極道超女（新田義史）
- 甜蜜懲罰～我是看守專用寵物（比嘉大和'<通常版>）
- 鋼彈創鬥者 潛網大戰（迦尔纳）
- 千銃士（ユキムラ）
- THE IDOLM@STER SideM 理由あってMini!（山下次郎）
- BAKUMATSU（晴明、スサノオ兵） - 2シリーズ
- INGRESS THE ANIMATION（翠川誠）

2019年
- 偶像活動Friends！（編集者）
- 同居人是貓（押守優伍）
- 強風吹拂（係員A）
- B-PROJECT〜絶頂*エモーション〜（猫実）
- Fairy Gone（塞尔杰·托瓦）
- （サリー）
- 偶像夢幻祭（南雲鐵虎）
- 觸地騎士（灘誠一郎）
- 募戀英雄 PIECE OF TRUTH（桐嶋宏弥）
- 名探偵柯南（森島草太）

2020年
- 掠夺者（里希特·巴赫／坂井離人）
- 排球少年！！ TO THE TOP（丸山一喜）
- ARGONAVIS from BanG Dream! ANIMATION（神之島風太）
- 遊戲王SEVENS（貓山薛丁格）
- 咒術迴戰（學生會長）

2021年
- WAVE!!～来冲浪吧!!～（田中成）
- Dr.STONE 新石紀 第2期（上井陽）
- 約定的夢幻島 第2期（西斯洛）
- 賽馬娘 Pretty Derby Season 2（路人B）
- TSUKIPRO THE ANIMATION2（篁圭人）
- 我們的重製人生（柿原將）

2022年
- 自稱賢者弟子的賢者（賽羅[3]）
- ORIENT 東方少年（甘粕政紀[4]）
- 青之蘆葦（青井瞬[5]）
- 白領羽球部（新人）
- 歡迎來到實力至上主義的教室 2nd season（町田浩二[6]）
- Dr.STONE 新石紀 龍水（上井陽）

2023年
- UniteUp! 眾星齊聚（辻堂真音[7]）
- 物之古物奇譚（硯[8]）
- 和山田談場Lv999的戀愛（古川拓馬）
- 為漣蒼士獻上純潔（漣蒼士[9]）
- Dr.STONE 新石紀 NEW WORLD（上井陽[10]）
- 為美好的世界獻上爆焰！（綠花椰宰、冒險者）
- Opus.COLORs 色彩高校星（御來屋楓[11]）
- 遊戲王GO RUSH（貓山薛丁格）
- 轉生貴族的異世界冒險錄～不知自重的眾神使徒～（四天王B）
- 『催眠麥克風-Division Rap Battle-』Rhyme Anima +（董事）

2024年
- 最弱魔物使開始了撿垃圾之旅。（羅伊古爾特）
- Unnamed Memory 無名記憶（奧斯卡[12]）
- 為美好的世界獻上祝福！3（貴族、衛兵、冒險者、戰士、小丑、士兵）
- Re:Monster（鈍鐵騎士）
- 哎咕島消失的舔甜歌姬（雞冠頭圓點[13]）
- 最狂輔助職業【話術士】世界最強戰團聽我號令（洛伊德[14]）
- 多數欠（深見傭平[15]）

2025年
- Unnamed Memory 無名記憶 Act.2（奧斯卡[16]）
- UniteUp! 眾星齊聚 -Uni:Birth-（辻堂真音[17]）
- 離開A級隊伍的我，和從前的弟子往迷宮深處邁進（西蒙[18]）
- 青之壬生浪（扇動[19]）
- 渡同學的××瀕臨崩壞（德井重信[20]）
- 光逝去的夏天（卷雄太[21]）
- Silent Witch 沉默魔女的祕密（希利爾·艾仕利[22]）
- NYAIGHT OF THE LIVING CAT 活屍貓之夜（正輝[23]）

### OVA
2012年
- （編集長）

### 剧场版
2019年
- 就算明天世界毀滅（狭间阵）
- 劇場版 為美好的世界獻上祝福！紅傳說（綠花椰宰[24]）

2020年
- WAVE!!～来冲浪吧!!～（田中成）

### 網路動畫
2017年
- （高校生）

2018年
- （向奏志）

2020年
- 高達創戰潛行者Re:RISE（カルナ）

### 遊戲
2012年
- 銀河遊騎兵（アカデミーズ）

2013年
2014年
2015年
- THE IDOLM@STER SideM（山下次郎）
- 偶像夢幻祭（南雲鐵虎）
- 白貓Project（ザック）
- （鈴木智）
- （舟倉理人）
- NET HIGH（甲斐亞輝）

2016年
- （桐谷冬馬）
- 募戀英雄（桐嶋宏弥）
- SOUL REVERSE ZERO（織田信長、甘寧、太史慈）
- DYNAMIC CHORD feat.apple-polisher（青井有紀）

2017年
- （晴明）
- 未來卡片 戰鬥夥伴
- （新田杖二、望月直夜、音無譲）
- 問答RPG 魔法使與黑貓維茲（プグナ・マルカ、ユウェル・サクラリッジ）
- THE IDOLM@STER SideM LIVE ON ST@GE!（山下次郎）

2018年
- （結）
- 闇影詩章（キングスノーマン、ワイルドスノーマン、スノーナイト、災厄の魔神）
- DYNAMIC CHORD feat.apple-polisher V edition（青井有紀）
- DREAM!ing（牛若湊）
- 魔法护士小麦R（ハルト）
- （紅狼）

2019年
- （虎力）
- （舘川太輔）

2020年
- （南雲鐵虎）
- （向十希）
- （エリク）
- （テオ）

2021年
- WAVE!!～来冲浪吧!!～（田中成）
- MAGLAM LOAD / 
- WIND BOYS！（向十希）
- Fate/Grand Order Arcade（雅克·德·莫莱）

2024年
- 東京謎影者（觀月累）

### 廣播劇CD
年度不明
- 盗聴探偵物語（アナウンサー）
- （家臣）

2012年
- 銀河遊騎兵

2013年
- （若様）

2015年
- THE IDOLM@STER SideM ST@RTING LINE-05 W（山下次郎）
- THE IDOLM@STER SideM ST@RTING LINE-06 S.E.M（山下次郎）
- SolidS vol.4（ライター）
- DYNAMIC CHORD vocalCDシリーズvol.4 apple-polisher（青井有紀）
- DYNAMIC CHORD documentaryCD feat.apple-polisher（青井有紀）

2016年
- 為美好的世界獻上祝福！ 廣播劇CD Vol.2「冒険者に天の御加護を!」（男警官）
- DYNAMIC CHORD love U kiss series vol.14 ～UK～（青井有紀）

2017年
- DYNAMIC CHORD shuffleCDシリーズ2nd vol.4 Mr.Perfect（青井有紀）
- DYNAMIC CHORD Vacation Trip CD series apple-polisher（青井有紀）

2018年
- （桜川要）
- （桜川要）

2019年
- （小葛籠）
- JAZZ-ON!（氷室奏斗）

2020年
- 掠夺者 （里希特·巴赫）

2021年
- FABULOUS NIGHT（RYO-YA）
- 溢れて零れて、我慢できない（綾）

## 外部連結
- Official agency profile（页面存档备份，存于）（日語）
- 中島良樹的X（前Twitter）（日語）
- 中島良樹的Instagram帳戶（日語）